# Gilbert Brown
Pour les articles homonymes, voir Brown.
(en) Statistiques sur pro-football-reference
Gilbert Jesse Brown, né le 22 février 1971 à Farmington, est un joueur américain de football américain. Ce nose tackle a joué pour les Packers de Green Bay  (1993–1999, 2001–2003) en National Football League (NFL).
Sélectionné par les Vikings du Minnesota lors de la draft 1993 de la NFL, il ne parvient à intégrer l'équipe et est coupé avant le début de la saison, mais trouve preneur lorsqu'il se fait réclamer par les Packers de Green Bay. Il devient peu à peu un membre important dans la ligne défensive des Packers et dispute un total de dix saisons avec la franchise du Wisconsin. Il a remporté le Super Bowl XXXI avec les Packers.
En référence à une danse qu'il faisait lorsqu'il réalisait un plaquage, il a été surnommé The Gravedigger (« Le Fossoyeur »).